# Don't Look Back (Boston)
"Don't Look Back" is een nummer van de Amerikaanse band Boston uit 1978. Het nummer werd uitgebracht op hun gelijknamige album  ook uit 1978. Op 2 augustus van dat jaar werd het nummer uitgebracht als de eerste single van het album.

## Achtergrond
"Don't Look Back" is geschreven en geproduceerd door gitarist Tom Scholz. Het is het laatste nummer dat voor het album werd geschreven en opgenomen. Scholz vertelde over het nummer: "Het was een van die momenten waarop alles klikte. Ik nam niet eens een demo op voor dat nummer. Ik kwam op met de akkoorden, de melodie, en het arrangement en zette het meteen op de mastertape." Brad Delp verzorgde zowel de lead- als achtergrondzang op het nummer. Volgens Scholz speelde Fran Sheehan slechts een paar basnoten op het nummer, terwijl Barry Goudreau in de intro en outro de gitaarpartijen op zijn rekening nam. Scholz sprak met lof over de gitaarpartij van Goudreau aan het eind van het nummer. Ook vertelde hij dat hij de drumtrack van Sib Hashian meer dan zestig keer moest bewerken voordat hij het juiste gevoel erbij kreeg.
"Don't Look Back" bereikte in thuisland de VS de 4e positie in de Billboard Hot 100 en verkocht meer dan één miljoen kopieën in de eerste twee weken dat de single verkrijgbaar was. Na de nummer 1-hit "Amanda" uit 1986 is het de op een na grootste hit van de band in hun thuisland. Ook in Canada werd het een top 10-hit met een 6e positie, maar in het Verenigd Koninkrijk viel het succes tegen met een 43e positie in de UK Singles Chart als hoogste notering. In Ierland werd de 8e positie bereikt en in Australië de 51e.
In Nederland werd de plaat op maandag 28 augustus 1978 door dj Frits Spits in zijn radioprogramma De Avondspits verkozen tot de 6e NOS Steunplaat van de week en op vrijdagavond 8 september 1978 was de plaat Veronica Alarmschijf op Hilversum 3 en werd een radiohit in de destijds drie landelijke hitlijsten op de nationale publieke popzender. De plaat bereikte de 12e positie in zowel de Nederlandse Top 40 als de op 1 juni 1978 gestarte TROS Top 50, terwijl in de Nationale Hitparade de 14e positie werd bereikt. In de Europese hitlijst op Hilversum 3, de TROS Europarade, werd géén notering behaald.
In België werd géén notering behaald in zowel de voorloper van de Vlaamse Ultratop 50 als de Vlaamse Radio 2 Top 30 en de Waalse hitlijst. 
"Don't Look Back" is gebruikt in een aantal televisieseries. Op 15 maart 2007, zes dagen na de zelfmoord van zanger Brad Delp, werd het gebruikt in de eerste aflevering van October Road. Ook kwam het voor in de series WKRP in Cincinnati, Supernatural en That '70s Show. Op 19 augustus 2007 speelde Boston het nummer tijdens een concert ter nagedachtenis aan Delp; het was het laatste nummer van de show.
Sinds de editie van december 2000 staat de plaat regelmatig genoteerd in de jaarlijkse NPO Radio 2 Top 2000 van de Nederlandse publieke radiozender NPO Radio 2, met als hoogste notering een 680e positie in 2000.

## Hitnoteringen

### Nederlandse Top 40
| Hitnotering: 16-09-1978 t/m 14-10-1978 | Hitnotering: 16-09-1978 t/m 14-10-1978 | Hitnotering: 16-09-1978 t/m 14-10-1978 | Hitnotering: 16-09-1978 t/m 14-10-1978 | Hitnotering: 16-09-1978 t/m 14-10-1978 | Hitnotering: 16-09-1978 t/m 14-10-1978 | Hitnotering: 16-09-1978 t/m 14-10-1978 |
| Week                                   | 1                                      | 2                                      | 3                                      | 4                                      | 5                                      |                                        |
| -------------------------------------- | -------------------------------------- | -------------------------------------- | -------------------------------------- | -------------------------------------- | -------------------------------------- | -------------------------------------- |
| Positie                                | 19                                     | 13                                     | 12                                     | 13                                     | 26                                     | uit                                    |

### Nationale Hitparade
| Hitnotering: 23-09-1978 t/m 04-11-1978 | Hitnotering: 23-09-1978 t/m 04-11-1978 | Hitnotering: 23-09-1978 t/m 04-11-1978 | Hitnotering: 23-09-1978 t/m 04-11-1978 | Hitnotering: 23-09-1978 t/m 04-11-1978 | Hitnotering: 23-09-1978 t/m 04-11-1978 | Hitnotering: 23-09-1978 t/m 04-11-1978 | Hitnotering: 23-09-1978 t/m 04-11-1978 | Hitnotering: 23-09-1978 t/m 04-11-1978 |
| Week                                   | 1                                      | 2                                      | 3                                      | 4                                      | 5                                      | 6                                      | 7                                      |                                        |
| -------------------------------------- | -------------------------------------- | -------------------------------------- | -------------------------------------- | -------------------------------------- | -------------------------------------- | -------------------------------------- | -------------------------------------- | -------------------------------------- |
| Positie                                | 22                                     | 15                                     | 14                                     | 19                                     | 22                                     | 34                                     | 42                                     | uit                                    |

### TROS Top 50
Hitnotering: 05-10-1978 t/m 19-10-1978. Hoogste notering: #12 (1 week). 

### NPO Radio 2 Top 2000
| Nummer met noteringen in de NPO Radio 2 Top 2000 | '00 | '01-'05 | '06  | '07  | '08  | '09  | '10  | '11  | '12  | '13  | '14  | '15  | '16  | '17  | '18  | '19  | '20  | '21  | '22  | '23  | '24  |
| ------------------------------------------------ | --- | ------- | ---- | ---- | ---- | ---- | ---- | ---- | ---- | ---- | ---- | ---- | ---- | ---- | ---- | ---- | ---- | ---- | ---- | ---- | ---- |
| Don't Look Back                                  | 680 | -       | 1375 | 1152 | 1839 | 1421 | 1461 | 1685 | 1319 | 1340 | 1408 | 1630 | 1623 | 1680 | 1927 | 1676 | 1700 | 1766 | 1732 | 1943 | 1928 |

1. ↑  Een '-' betekent dat het nummer niet was genoteerd en een vetgedrukt getal geeft de hoogste notering aan.
2. ↑  2000 was het eerste jaar met een notering voor dit nummer.